# 丰台事件
丰台事件是1935年在日本支持下白堅武等人攻打中華民國北平圖謀成立華北國的一場未遂軍事行動。最終白堅武等人未能佔領北平。此次事件屬於1935年華北事變一部分。

## 經過
1935年，白堅武、石友三和李瑞清等在日本特務機關天津站長大迫通貞和北支青年同盟會會長志村正三的支持下組織華北正義軍，白堅武任總司令，準備在北平發動暴動，成立華北國。白堅武等人還聯絡北平軍分會下屬鐵甲車大隊第5中隊長沈錫之和第6中隊長段春澤，但不願參與暴動的大隊副鄒立敬向上級告密。結果李瑞清遭到逮捕。白堅武等人見形勢不妙，決定提前舉事。
1935年6月27日，白堅武率領包含日本人在內的60多人從天津坐火車來到豐台，一行人的行動引起乘警警覺，乘警於是將狀況向上級匯報。平津衛戍司令王樹常下令北平全城警戒。28日凌晨，日本浪人和段春澤等人向北平進發，準備與北平城內的內應裡應外合。由於北平城內已戒備在先，段春澤等人來到永定門後無法前進，而內應也遭到軍警包圍。北平城外暴動人員見僵局無法打破，乾脆撤退。段春澤等人逃往香河縣，結果遭到該縣縣長趙鐘璞抓捕。隨後段春澤等被押解到北平槍決。沈錫之則遭到扣押，參與暴動的日本人被捕後移交到天津日租界。白堅武則從塘沽坐輪船逃到滿洲國。